# Хроні
45°25′25″ пн. ш. 36°34′35″ сх. д. / 45.42361° пн. ш. 36.57639° сх. д.
Хро́ні (також Хро́нья, крим. Hroni) — вузький мис із баштоподібним утесом на північному сході Керченського півострова в Криму. Розташований за 0,5 км на північ від села Осовини. З заходу мис омивається водами бухтою Булганак, а з північного сходу — водами Керченської протоки.

## Географія
Мис Хроні розташований у північно-східній частині Керченського півострова. Він характеризується стрімкими берегами, які завершуються баштоподібним утесом.
- З заходу мис омивається бухтою Булганак.
- З північного сходу знаходиться вхід до Керченської протоки.
- На відстані 600 метрів на схід від мису розташований Керч-Єнікальський канал.

## Історія
Під час Другої світової війни, у ході Керченсько-Феодосійської десантної операції 26 грудня 1941 року, на мисі Хроні відбулася висадка військ 83-ї бригади морської піхоти.
- Десантна операція проводилася в умовах хуртовини та сильного морозу під вогнем противника.
- Висадка підтримувалася вогнем канонерських човнів «Дністр» і «№ 4».
- На мисі було висаджено 1 452 військових, 3 танки та 4 артилерійські гармати.
- Операцією керував полковник І. П. Леонтьєв, серед командирів також був старший лейтенант А. П. Панов.

### Затоплення баржі (2018)
22 листопада 2018 року поблизу мису Хроні, у районі виходу з Керч-Єнікальського каналу, затонула баржа з 3300 тоннами зерна на борту. Затоплення відбулося на глибині близько 10 метрів.
- В інциденті ніхто з екіпажу не постраждав, а судноплавство не було порушено.[1]

## Природоохоронне значення
Прибережний аквальний комплекс біля мису Хроні визнаний гідрологічним пам'ятником природи.